# مروان الشريفي
مروان الشريفي كاتب وقاص يمني كتب القصة القصيرة، والقصة القصيرة جدا، وشارك في أول ملتقى يُعقد لكُتّاب القصة القصيرة جدا بصنعاء عام 2021.

## مؤلفاته
ألف مروان الشريفي عدداً من المجموعات القصصية، ومنها:
- أحذية ورمال (مجموعة قصصية): صدرت في نوفمبر عام 2016 عن مؤسسة أروقة للدراسات والترجمة والنشر بالقاهرة، وتضم المجموعة التي تقع في 90 صفحة ثلاثة وسبعين نصًا قصصياً قصيراً جداً.[2][3]
- طابور خامس (مجموعة قصصية): صدرت عام 2019 عن مؤسسة أروقة للدراسات والترجمة والنشر بالقاهرة، وتضم المجموعة التي تقع في 75 صفحة أربعة عشر نصاً قصصياً قصيراً.[4][5]